# Campanule de Bologne
Campanula bononiensis
Espèce
La Campanule de Bologne (Campanula bononiensis) est une espèce de plantes vivaces de la famille des Campanulacées.